# Catalina Mesa
Catalina Mesa (6. května 1978) je kolumbijská filmařka, spisovatelka a fotografka, uznávaná především za režii dokumentu z roku 2016 Jericó, el infinito vuelo de los días.

## Životopis

### Raná léta a studium
Mesa se narodila v roce 1978. Vystudovala současný tanec ve své zemi a později studovala komunikaci na Boston College. Se sídlem ve Spojených státech, nějakou dobu pracovala v audiovizuální produkční společnosti v New Yorku. Po zkušenostech ze severoamerické země se přestěhoval do Paříže, aby zde vystudovala dějiny zábavního umění, získala magisterský titul v literatuře, filmových studií a absolvovala několik fotografických a video kurzů. Poté založila audiovizuální produkční společnost Miravus, se kterou realizovala fotografické a multimediální kampaně pro různé značky a umělce.
Se zájmem o vývoj dokumentárních filmů spolupracovala ve městě Lille se společností Design for Change, se kterou natočila dokument Farm for change, který vypráví o postupu projektu městské transformace. Poté se vrátila do své rodné země s cílem natočit další dokument, v tomto případě o životě a díle své pratety Ruth Mesy a původu obce Jericó v departementu Antioquia. Dokument s názvem Jericó, el infinito vuelo de los días, byl ve své zemi uveden v listopadu 2016 a byl uveden na mezinárodních akcích, jako je Festival kanadských dokumentárních filmů, Lima Film Festival, Tel Aviv International Documentary Film Festival a filmovém festivalu v Bogotě. Film získal několik cen a uznání.